# La Bardissa
La Bardissa és una masia de Palou, al municipi de Torrefeta i Florejacs (Segarra), inclosa a l'Inventari del Patrimoni Arquitectònic de Catalunya. S'hi arriba pel camí que uneix Granollers de Segarra i Palou. Està situada a 2 km passat Palou direcció a Granollers.

## Descripció
És un edifici de dos cossos amb funció d'habitatge. Hi ha tres edificis més amb funció ramadera. Pel que fa al primer cos, la façana sud, hi ha una entrada amb llinda de pedra. Al pis següent, hi ha una finestra, i a la golfa una de petita. A la façana oest hi ha una finestra que dona al segon pis. A la façana nord no hi ha cap obertura. La façana est està pràcticament coberta per l'altre cos, té una finestra al darrer pis. La coberta és de dos vessants (Nord-Sud), acabada en teules.
L'altre cos està adjunt al primer per la darrera façana descrita, però es troba a un nivell inferior. Té tres plantes i tres façanes. A la façana oest, que dona a un petit pati tancat, a la planta baixa, hi ha una entrada amb llinda de pedra i porta de fusta de doble batent. A la seva esquerra hi ha una petita obertura. Al pis següent hi ha dues finestres amb ampit. Al darrer pis hi ha una finestra amb ampit al centre. A la façana nord hi ha una petita finestra al segon pis i al tercer. A la façana sud hi ha una finestra al darrer pis. La coberta és de dos vessants (Nord-Sud), acabada en teula. Cal comentar que el vessant nord no es conserva.

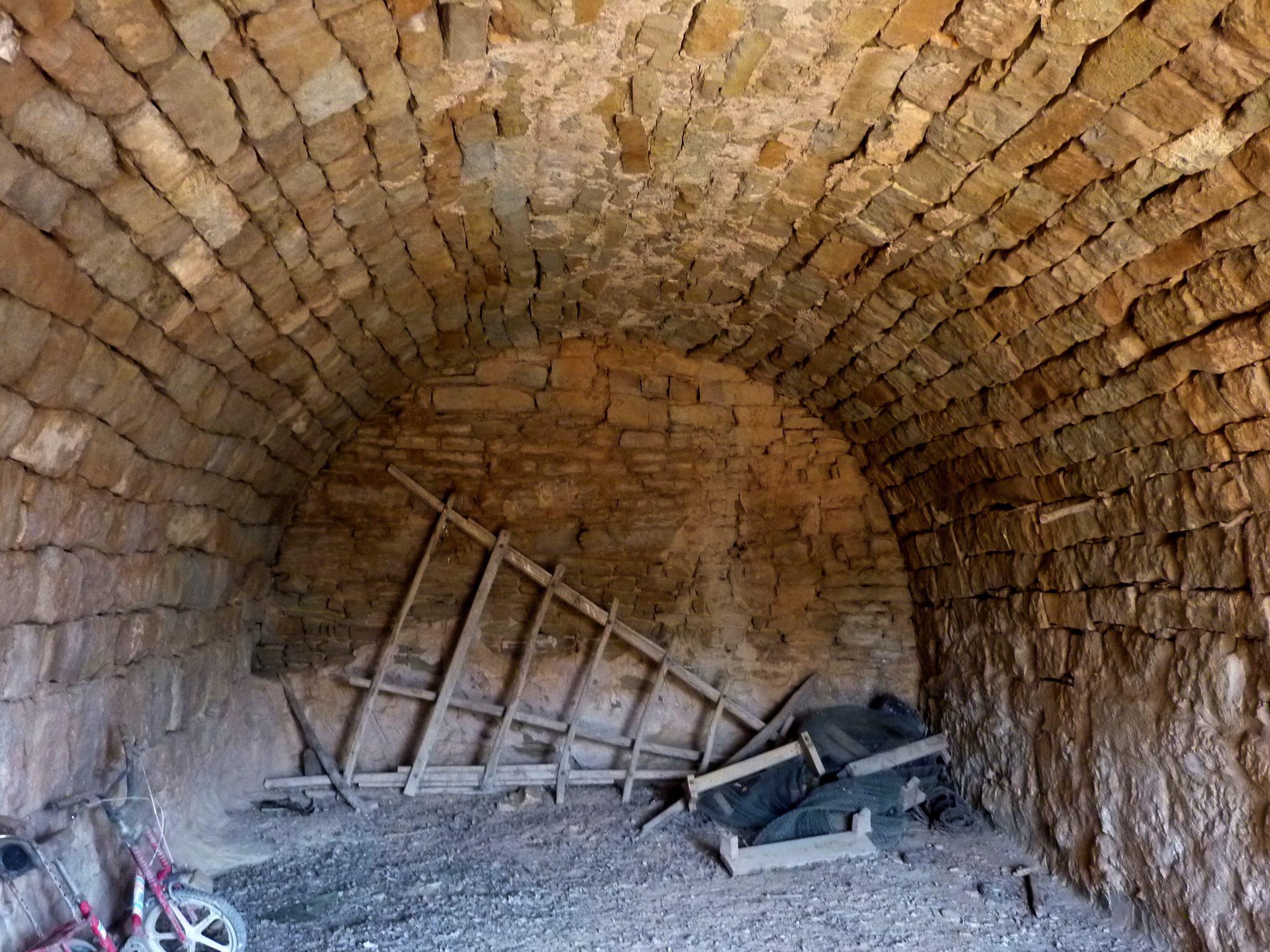
Cobert amb volta de canó

Al pati tancat que es troba davant de la façana oest d'aquest edifici, a l'esquerra, hi ha un petit edifici que tenia funció ramadera. Té una sola planta, s'observa una entrada amb llinda de pedra que dona al patí.
Davant de la façana sud del primer edifici, hi ha un altre edifici, que tenia funció ramadera. Té una sola planta i coberta d'un vessant. Davant de la façana oest del primer edifici, hi ha un petit cobert amb coberta de volta de canó. Hi ha nombrosa vegetació que envolta el conjunt d'edificis.